# Osservatorio Astrofisico dell'Università Statale della Moldavia
L'Osservatorio Astrofisico dell'Università Statale della Moldavia, meglio conosciuto come Osservatorio di Chisinau o anche come Osservatorio di Lozova-Ciuciuleni, è un osservatorio astronomico della Moldavia. Si trova a circa 40 Km da Chisinau, a metà strada fra i comuni di Lozova e Ciuciuleni. Istituito negli anni sessanta e gestito dall'Università Statale della Moldavia¸ è stato il primo osservatorio statale della Moldavia.
Negli anni novanta l'osservatorio ha cessato l'attività di ricerca astronomica e da allora viene utilizzato per la raccolta di dati meteorologici. 

## Storia
Alla fine degli anni cinquanta, per iniziativa dell'astronomo ucraino Vitalij Grigorevskij, venne istituita a Chisinau una stazione di osservazione per i satelliti artificiali. Qualche anno dopo fu deciso di istituire in Moldavia un osservatorio astronomico, che fu costruito su una collina a metà strada fra i villaggi di Lozova e Ciuciuleni. Il sito prescelto si trovava a 370 metri sul livello del mare e distava circa 8 Km dal più vicino centro abitato e circa 40 Km da Chisinau. Furono edificate due cupole: una di esse ospitava un telescopio riflettore con uno specchio di 20 cm di diametro, l'altra ospitava un telescopio riflettore Cassegrain con uno specchio di 45 cm di diametro. I lavori di costruzione vennero coordinati dall'Università di Odessa e dal Consiglio di Astronomia dell'Accademia delle Scienze dell'URSS.
La gestione dell’osservatorio fu affidata all'Università Statale della Moldavia, con il coordinamento scientifico dell'Università di Odessa. L'osservatorio aveva il compito di effettuare osservazioni di satelliti artificiali, ricerche sulle stelle variabili, osservazioni sulle comete e raccolta di dati meteorologici. Fino al 1971 nell'osservatorio lavorò un gruppo di ricercatori guidato dal professor Grigorevskij; successivamente (fino al 1988) vi lavorò un gruppo guidato dall'astronomo Leonid Shakun. Alla fine degli anni ottanta, l'osservatorio ha ospitato un gruppo di astronomi kazaki giunti da Alma Ata, che hanno condotto osservazioni e ricerche sulle comete in collaborazione con astronomi ucraini.
All'inizio degli anni novanta, l'osservatorio è entrato in crisi a seguito della dissoluzione dell'Unione Sovietica, che ha creato problemi economici e reso difficoltosa la collaborazione con gli scienziati degli altri ex stati sovietici. La crisi è stata acuita dalla secessione della Transnistria e dalla guerra di Transnistria del 1992, che ha interrotto la collaborazione con i ricercatori dell'Università statale di Tiraspol, trasformatasi in Università Statale della Transnistria. Nella prima metà degli anni novanta l'osservatorio ha comunque continuato ad effettuare alcune ricerche astronomiche. Dal 1995, in seguito ad una disposizione ministeriale, l'attività di ricerca astronomica è stata abbandonata e la strumentazione, priva di adeguate cure e manutenzioni, è diventata non funzionale ed obsoleta.
Oggi l'osservatorio viene utilizzato dall'Università di Chisinau per la raccolta di dati meteorologici e per l'effettuazione di qualche campo estivo di studenti universitari per fini didattici.